# Marko Stančetić
Marko Stančetić (Kirin Serbia: Марко Станчетић; sinh 22 tháng 7 năm 1989) là một tiền đạo bóng đá Serbia đá cho Mačva Šabac.

## Danh hiệu
Napredak Kruševac
- Serbian First League: 2015–16